# Мориондо, Анджело
Анджело Мориондо (Турин, 6 июня 1851 — Марентино, 31 мая 1914) — итальянский изобретатель, получивший патент на эспрессо-кофемашину в 1884 году.

## Биография
Анджело Мориондо происходил из семьи предпринимателей. Его дед основал ликёрную компанию, управление которой продолжил отец Джакомо. В свою очередь отец вместе со своим братом Этторе и кузеном Гариджлио основали шоколадную компанию Moriondo and Gariglio. Анджело был владельцем Grand-Hotel Ligure в центре Турина на площади Пьяцца Карло Феличе и американского бара в Риме.

## Изобретение

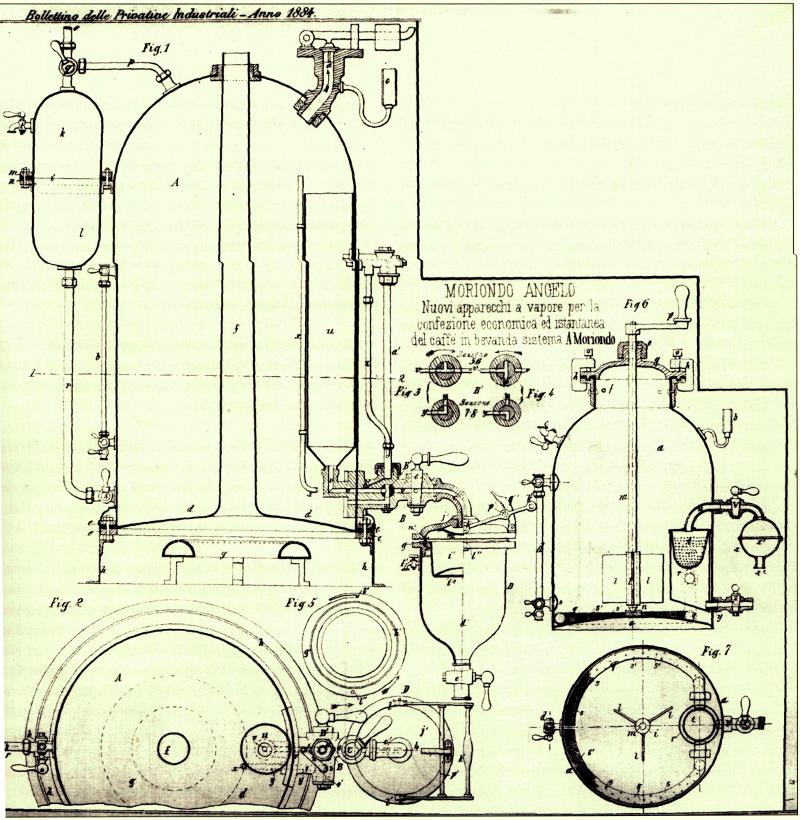
Первый патент (16 мая 1884) на эспрессо-кофемашину

Своё изобретение Мориондо представил на выставке в Турине в 1884 году, где оно было удостоено бронзовой медали. Патент был выдан сроком на шесть лет 16 мая 1884 под названием «Новая паровая машина для экономичной и мгновенной сладости кофейного напитка, способ А. Мориондо». На самом деле машина была построена механиком по имени Мартина, работавшем под непосредственным руководством изобретателя.
Изобретение было обновлено в патенте от 20 ноября 1884 года, том 34, № 381. После регистрации в Париже изобретение Мориондо было подтверждено международным патентом 23 октября 1885 года. В последующем итальянец продолжал совершенствование своего изобретение, каждое улучшение получало патент.
Анджело Мориондо не запускал изобретение в промышленное производство. Он ограничился созданием нескольких экземпляров ручной сборки, которые работали в его заведениях, будучи убеждённым, что это существенная реклама для кофемашин.
Ян Берстен — историк, повествующий о истории кофе, описывает устройство Мориондо как «первый итальянский барный автомат, контролирующий подачу пара и воды через кофе по отдельности». Мориондо он описывает как «одного из первых создателей эспрессо-машины». В отличие от более совершенных эспрессо-машин, это была машина, готовящая кофе в большом количестве, не приготавливая отдельную порцию кофе для каждого клиента, что является основой философии эспрессо.